# Sebestyén Arnold
Sebestyén Arnold, született Stroh Arnold (Kalocsa, 1883. július 24. – Budapest, 1930. június 3.) magyar újságíró, lapkiadó.

## Életpályája
Stroh Móric és Kaufmann Mária fia. Jogi tanulmányait a budapesti egyetemen végezte, ezután a Vállalkozók Lapja egyik adminisztratív vezetője lett. Alapításától, 1910-től az Est-lapkiadó hivatali igazgatója, majd Az Est Lapok vállalatának igazgatója volt. Tevékenysége elsősorban a lapterjesztés és a hirdetési üzlet megszervezésére irányult. Bár - többek között - Szabó Lőrincnek az Est-lapoktól való elbocsátását is intézte, Szabó Lőrinc az ő emlékére ajánlotta "Akkor se vagy csak akkor" című költeményét.
1910. június 8-án Budapesten, a Terézvárosban feleségül vette Miklós Jolánt, Miklós Sámuel és Schönfeld Rozália lányát. Gyermekeik: András, Veronika, Zsuzsanna.